# Combustibile criogenico
Il combustibile criogenico è un combustibile che richiede di essere conservato a temperatura estremamente basse per consentirgli di mantenere lo stato liquido. Esso è, infatti, generalmente costituito dalla liquefazione di gas come ad esempio l'idrogeno liquido. Spesso l'ossigeno liquido è erroneamente chiamato "combustibile criogenico", ma è più corretto identificarlo come comburente e non come combustibile.
Alcuni motori a razzo sono raffreddati da una circolazione di combustibile criogenico intorno al loro ugello di scarico prima che il combustibile sia pompato nella camera di combustione per poi essere bruciato. Questo metodo fu per la prima volta proposto da Eugen Sänger nel 1940. Il razzo Saturn V che lanciò la prima missione umana verso la Luna, utilizza questo accorgimento che è rimasto poi inalterato fino ai giorni nostri.
Un esempio attuale di utilizzo del combustibile criogenico in ambito aerospaziale è rappresentato dallo Space Shuttle. Infatti i suoi tre motori principali, utilizzati nella fase di ascesa, sono alimentati ad ossigeno e idrogeno liquidi. Essi sono conservati nel
serbatoio esterno collegato alla navetta.
Nel campo dell'aviazione, va ricordato che la russa Tupolev sta compiendo ricerche riguardo al suo progetto Tu-154 utilizzando combustibile criogenico, con la sigla Tu-155. L'aereo usa gas naturale liquefatto (o LNG), e ha compiuto il suo primo volo nel 1989.